# ولیکو وجلوک
ولیکو وجلوک (به لاتین: Veliko Vojlovce}} یک منطقهٔ مسکونی در صربستان است که در Lebane واقع شده‌است.

## خصوصیات
ولیکو وجلوک ۳۵۸ نفر جمعیت دارد.